# Boyd Holbrook
Boyd Holbrook, född 1 september 1981 i Prestonsburg, Kentucky, USA, är en amerikansk skådespelare.
Holbrook har bland annat medverkat i TV-serierna The Sandman från 2022 och Justified: City Primeval från 2023. Han har även medverkat i filmerna The Predator från 2018 och Indiana Jones and the Dial of Destiny från 2023.

## Filmografi (i urval)
- 2011: Higher Ground
- 2018: The Predator
- 2022: The Sandman
- 2023: Justified: City Primeval
- 2023: Indiana Jones and the Dial of Destiny
- 2023 – The Bikeriders